# 忍びの者 霧隠才蔵
『忍びの者 霧隠才蔵』（しのびのもの きりがくれさいぞう）は、1964年に大映が配給した、田中徳三監督による時代劇映画である。市川雷蔵主演の忍びの者シリーズ全8作のうち第4弾。主人公を前作までの石川五右衛門から霧隠才蔵に変えており、前作までとのストーリー的なつながりはない。

## あらすじ
大阪冬の陣で豊臣家は徳川家康に攻められたが、真田幸村は抵抗を続けていた。幸村は状況を打開すべく、霧隠才蔵らに家康暗殺の命を下す。

## キャスト
- 霧隠才蔵：市川雷蔵
- 茜：磯村みどり
- 真田幸村：城健三朗
- 徳川家康：中村鴈治郎
- 真田大助：小林勝彦
- 豊臣秀頼：成田純一郎
- 徳川秀忠：島田竜三
- 乾左平次：中村豊
- 武部与藤次：須賀不二男
- 下柘植の七郎：守田学
- 本多忠勝：水原浩一
- 筧十蔵：伊達三郎
- 土井大炊頭：南部彰三
- 穴山小助：木村玄
- 鈴鹿の馬市：堀北幸夫
- 淀君：月宮於登女
- 千姫：田村和
- 大野治長：杉山昌三九
- 彦八：沖時男
- 木村長門：原聖四郎
- 海野六郎：黒木英男

## スタッフ
- 監督 : 田中徳三
- 企画 : 伊藤武郎、財前定生
- 撮影 : 武田千吉郎
- 美術 : 内藤昭
- 音楽 : 伊福部昭
- 編集 : 山田弘
- 脚本 : 高岩肇

## 併映作品
- 『座頭市あばれ凧』: 池広一夫監督

## 市川雷蔵主演 忍びの者シリーズ
- 忍びの者（1962年、監督：山本薩夫）
- 続・忍びの者（1963年、監督：山本薩夫）
- 新・忍びの者（1963年、監督：森一生）
- 忍びの者 霧隠才蔵（1964年、監督：田中徳三）
- 忍びの者 続・霧隠才蔵（1964年、監督：池広一夫）
- 忍びの者 伊賀屋敷（1965年、監督：森一生）
- 忍びの者 新・霧隠才蔵（1966年、監督：森一生）
- 新書・忍びの者（1966年、監督：池広一夫）